# Chuck Workman
Pour les articles homonymes, voir Workman.
Chuck Workman est un réalisateur de documentaires de Philadelphie en Pennsylvanie (USA). Son film Precious Images a remporté l'Oscar du meilleur court métrage en prises de vues réelles, son travail a également été nommé pour les Emmy Awards, par le festival du film de Sundance, et les Taos Talking Film Festival Awards.
Workman crée souvent les montages vus sur les spectacles télévisés des Oscars, y compris le segment In Memoriam. Il est parfois crédité comme Carl Workman.

## Filmographie
- 1986 : Precious Images
- 1999 : The Source
- 2014 : Magician: The Astonishing Life and Work of Orson Welles[2]